# Ujung Serdang
Ujung Serdang is een bestuurslaag in het regentschap Deli Serdang van de provincie Noord-Sumatra, Indonesië. Ujung Serdang telt 3695 inwoners (volkstelling 2010).